# Petr II. ze Švamberka
Petr II. ze Švamberka (německy Peter II. von Schwanberg, 1577/1581 – 24. září 1620 Malá Strana, Praha) byl český šlechtic z ronšperské větve rodu Švamberků. Byl luteránského vyznání, v době českého stavovské povstání zastával jako přední představitel protihabsburské opozice post direktora a nejvyššího dvorského sudího. V posledních letech života byl třetím nejbohatším šlechticem v Čechách. Zemřel v roce 1620 ještě před bitvou na Bílé hoře. Po habsburském triumfu byla jeho památka prokleta a jeho obrovský majetek zkonfiskován.

## Původ a život

Erb rodu Švamberků

Narodil se jako druhý syn Jana Jiřího ze Švamberka (1548–1617) a jeho manželky Elišky (Alžběty) z Donína († 1592). Petrův mladší bratr Adam II. byl ultimus familiae, jímž rod v roce 1664 vymřel po meči.
Studoval na protestantské univerzitě v Tübingenu a posléze se vydal na kavalírskou cestu do Francie. V plánu byla také cesta do Anglie, ovšem v roce 1600 ho otec náhle povolal zpět z Paříže. Důvodem mohla být nemoc jeho staršího bratra Jana Erazima († 1602). V té době také už probíhal boj o rožmberské dědictví, protože Petr Vok z Rožmberka (1539–1611) neměl potomky a mezi Rožmberky a Švamberky byla v roce 1484 podepsána smlouva, kterou se rody vzájemně zavázaly, že pokud jeden z nich vymře, druhý převezme jeho majetek.
Politickou kariéru zahájil jako hejtman Plzeňského kraje (v letech 1605–1606, 1607–1608, 1611–1612, 1615–1616). Z tohoto titulu svolal v květnu 1608 krajskou hotovost do Plzně, která měla hájit zájmy císaře Rudolfa II. proti jeho bratru, arcivévodovi Matyášovi. Spor mezi habsburskými sourozenci byl však ukončen Libeňským mírem. Petr II. byl pak zvolen stavovským delegátem pro jednání s císařem.
V letech 1616–1617 byl hejtmanem Bechyňského kraje. Postupně se z něho stával vedoucí představitel evangelického protihabsburského odboje. U příležitosti pohřbu otce se na Ronšperku setkali kromě příbuzných i čelní vůdci protihabsburské opozice – Jindřich Matyáš z Thurnu, Linhart Colona z Felsu, Jáchym Ondřej Šlik, Jan Albín Šlik, Václav Budovec z Budova, Vilém starší Popel z Lobkowicz na Horšovském Týně a Václav Vilém z Roupova.
V době, kdy už byl třetím nejbohatším šlechticem v Čechách, sepsal švamberský stolní řád (1616), který je zajímavým dokladem renesančního šlechtického stolování a stravování.
Během stavovského povstání se stal členem třicetičlenného direktoria. Jeho účast na konspirativní schůzce u Smiřických ani na defenestraci nejsou doloženy. Na vlastní náklady však proti Habsburkům postavil prapor pěchoty. Za vlády Fridricha Falckého zastával v letech 1619–1620 úřad nejvyššího dvorského sudího.
Petr II. ze Švamberka zemřel 24. září 1620 na Malé Straně v Praze. Pochován byl v kapli sv. Tomáše katedrály sv. Víta. Jeho tělo bylo později vyzdviženo a předáno přibuzným k pochování na jiném místě.

## Rodina
Petr II. se ucházel o ruku jediné dědičky bohaté napajedelské větve Žerotínů Elišky ze Žerotína, dcery tehdy už zemřelého Jana Jetřicha ze Žerotína († 1601). Elišce bylo pouhých deset let. Petr ji jezdil navštěvovat a vozil jí dárky. Její matka Ludmila Žerotínská z Kolowrat souhlasila se sňatkem, avšak v roce 1604 ji zrádně odvezla do Olomouce a tam ji bez souhlasu poručníků provdala za katolíka, nejvyššího komorníka Moravského markrabství Ladislava Berku z Dubé (okolo 1560–1613). Na straně Petra II. stáli Eliščini poručníci Kašpar Melichar a Jan starší ze Žerotína na Losinách, kteří byli protestantské víry. Proti nim stála katolička Ludmila podporovaná olomouckým biskupem Františkem z Dietrichsteinu (1570–1636). Spor skončil smírným vyrovnáním.
Dne 18. září 1605 se oženil s Annou Maxmiliánou (1587 Kosel – 1657 Elbląg), dcerou Viléma z Oppersdorfu a Dubu († 1598) ze slezského rodu Oppersdorfů a Zuzany z Hardecku. Manželům se narodily následující děti, z nichž šest však zemřelo při morové ráně v Elbingu (Elblągu) v únoru roku 1630:
- Jiří Vilém († 26. 3. 1635)
- Jan Erazim († únor 1630)
- Jan Vilém († únor 1630)
- Jiří Bedřich († únor 1630)
- Anna Dorota († únor 1630)
- Zuzana Alžběta († únor 1630)
- Anna Žofie († únor 1630)
- dcera (8. 1. 1620 křest), kmotrem této dcery byl osobně král Fridrich Falcký[11]
- Marie Kateřina (23. 2. 1621 – 1664), pohrobek
  - ∞ Bartoloměj ze Žerotína

Po smrti Petra II. odešla vdova Anna Maxmiliána do exilu a v roce 1623 se provdala podruhé. Jejím chotěm se stal Ladislav Velen ze Žerotína (1579–1638), pro kterého šlo již o třetí sňatek. Petrův nejstarší syn Jiří Vilém sloužil v armádě saského kurfiřta Jana Jiřího.

## Majetek
Už v roce 1605 se osamostatnil, když jako svatební dar získal od otce rodové panství a zámek Ronšperk (Poběžovice) v západních Čechách.

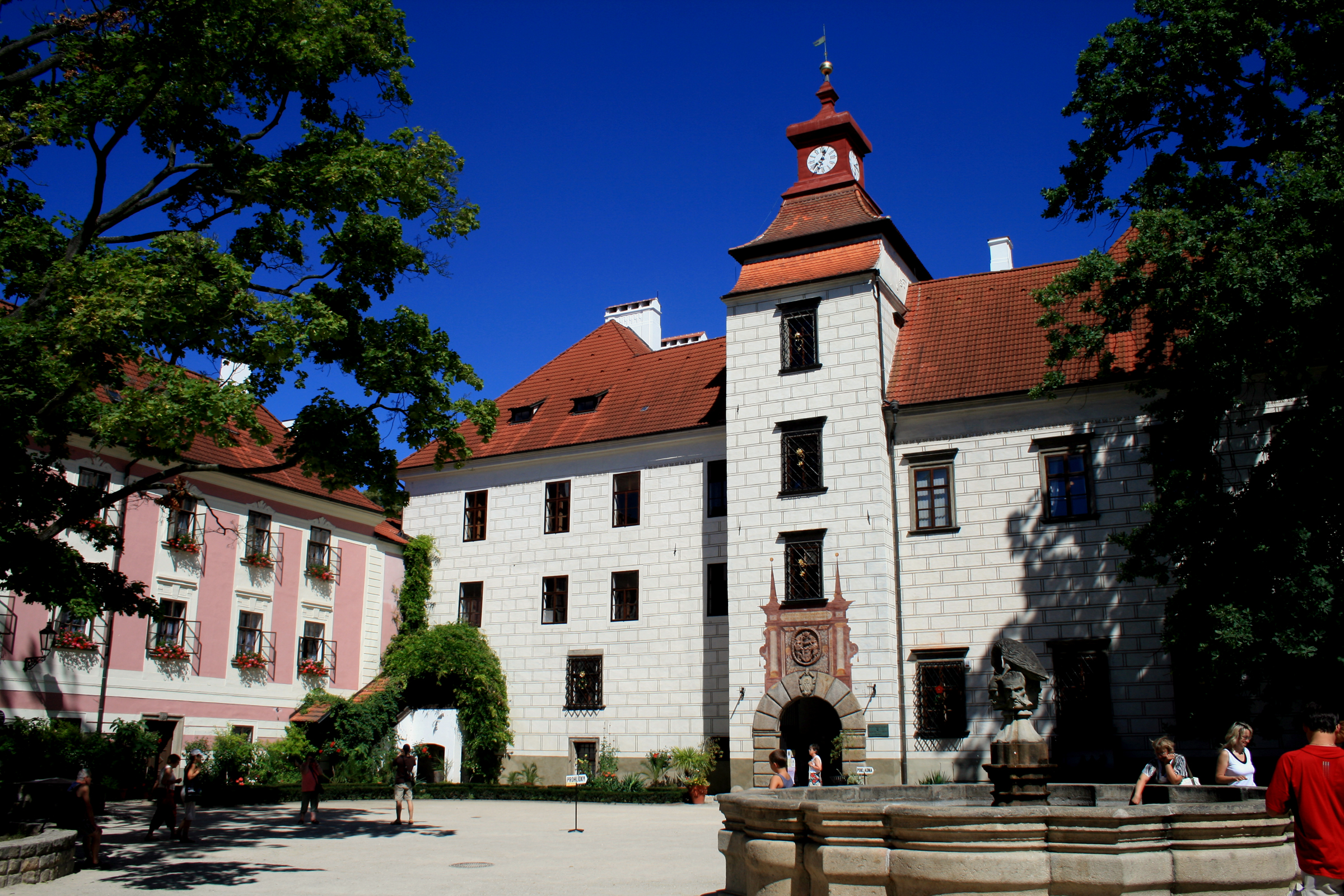
Zámek v Třeboni

V roce 1615 mu pak otec připsal ještě dědictví po Rožmbercích, tedy panství Třeboň, Nové Hrady, Rožmberk, Libějovice a Borovany s 2 790 osedlými, zatímco si ponechal Zvíkov a Orlík se 740 osedlými. Petr se pak z Ronšperku, který čítal 150 osedlých, přestěhoval do Třeboně, bývalého pohodlného sídla Petra Voka z Rožmberka. V této době byl Petr II. pode berního rejstříku třetím nejbohatším šlechticem v Čechách s 3 529 osedlými poddanými, 30 farnostmi a 101 mlýnskými koly. Majetek byl ovšem zatížen vysokými dluhy téměř 800 tisíc kop míšeňských grošů, které z velké části pocházely ještě z dob Petra Voka.
Po smrti otce zdědil v roce 1617 panství Zvíkov a Orlík se 4 městečky (Zvíkovské Podhradí, Mirovice, Staré Sedlo a Záhořany) a s 65 vesnicemi.
Závěť Petra Voka z Rožmberka z roku 1610 a tudíž i švamberské dědictví po Rožmbercích bylo zpochybněno Lucií Otylií Slavatovou z Hradce (1582–1633), praneteří Petra Voka, i Vilémem mladším Popelem z Lobkowicz na Bílině (asi 1575–1647), synovcem Petra Voka. Císař Matyáš, kterému Petrův otec Jan Jiří ze Švamberka dopomohl ke zvolení českým králem, se za něho nepostavil. Vyšetřování přerušila až pražská defenestrace a následné stavovské povstání.
Bývalému sekretáři a regentu Petra Voka z Rožmberka, Theobaldu Hockovi na Žumberku, byly zkonfiskovány jeho statky Žumberk, Chvalkov a Bukovany a byly připojeny k Petrovu novohradskému panství.
V době stavovského povstání přes Švamberkova jihočeská panství protáhla vojska katolických vojevůdců Karla Bonaventury Buquoye a Jindřicha Duvala Dampierra. Na zemském sněmu v srpnu 1619 obdržel jako náhradu za válečné ztráty statky Libochovice a Budyni, které byly zkonfiskovány uprchlému nejvyššímu purkrabímu Adamu II. ze Šternberka. Ve stejném roce byly k ronšperskému panství, kde hospodařila Petrova manželka, připojeny sekularizované državy kláštera Pivoň.
V posledním dvou letech života měl obrovské dluhy. Převyšovaly dokonce o 140 tisíc zlatých odhadní cenu jeho veškerého majetku. Před bankrotem ho však chránilo vysoké politické postavení.
Po vítězství Habsburků vyřkla exekuční komise v čele s Karlem z Liechtensteinu Petrovým dědicům rozhodnutí o propadnutí jejich cti a statků. Konfiskace se týkala 5 zámků a jednoho paláce, 26 měst a městeček, 317 vesnic, 277 rybníků a mnoha mlýnů, pivovarů, pil v hodnotě 892 111 kop míšeňských grošů. Větší majetek v hodnotě 977 36 kop měl jen Albrecht Jan Smiřický, který zemřel na začátku povstání v roce 1618.

## Erb
V roce 1614 byl Petrovu otci majestátem potvrzen nový erb, ve kterém švamberskou labuť v polceném znaku doplnila jako dědictví po Rožmbercích červená růže na stříbrném poli. Jedná se o mluvící znamení (Schwan = německy labuť). Proto se Maxmilián Khün z Khünu, lovčí Petra II., v oborách na třeboňském panství staral o několik těchto erbovních zvířat.